# Ministerio del Tesoro (Japón)
El Ministerio del Tesoro (大蔵省 urakura-shō) (lit. Departamento del Gran Tesoro) era una división del gobierno japonés del siglo VIII de la Corte Imperial de Kioto, instituida en el período Asuka y formalizada durante el período Heian. El ministerio fue reemplazado en el período Meiji.

## Visión general
La naturaleza del ministerio se modificó en respuesta a los tiempos cambiantes. El ámbito de las actividades del Ministerio abarcaba, por ejemplo:
- Administración de cuentas públicas
- Supervisión de recaudaciones de impuestos y de ofrendas al Emperador.
- Regulación de pesos y medidas.
- Control de las funciones en precios de las mercancías.
- Regulación y supervisión de las monedas de oro, plata, cobre y hierro.
- Mantenimiento de las listas de artesanos dedicados a actividades relacionadas con la acuñación de monedas.
- Regulación de las actividades en la fabricación de artículos de laca, tejido y otros tipos de industrias.[2]

## Historia
Los deberes, responsabilidades y enfoque del ministerio evolucionaron con el tiempo. Fue establecido como parte de las leyes de las reformas Taika y Ritsuryō. Desde 1885, Ōkura-shō se ha interpretado en referencia al Ministerio de Finanzas, también llamado Ōkura no Tsukasa.

## Jerarquía
El tribunal incluía un ministerio que trataba asuntos militares.
Entre los funcionarios significativos de Daijō-kan que sirven en esta estructura de ministerio se encuentran:
- Administrador jefe del ministerio de tesorería (大蔵卿 Ōkura-kyō). Este funcionario supervisa la recepción de tributos de las provincias e impone tributos a otros.
- Administrador jefe del ministerio de tesorería (大蔵大輔 Ōkura-taifu)
- Primer asistente del jefe del ministerio de tesorería (大蔵少輔 Ōkura-shō)
- Segundo asistente del jefe del ministerio de tesorería (大蔵丞 Ōkura-no-jō), dos posiciones
- Asistente suplente del jefe del ministerio de tesorería (大蔵録 Ōkura-no-sakan), dos posiciones
- Recaudador de impuestos de fabricantes y tintoreros (織部正 Oribe-no-kami)
- Asistente de recaudación de impuestos de los fabricantes y tintoreros (織部佑 Oribe-no-jō)
- Asistente auxiliar de recaudación de impuestos de fabricantes y tintoreros (織部令史 Oribe-no-sakan)[5]